# Adam Kwieciński

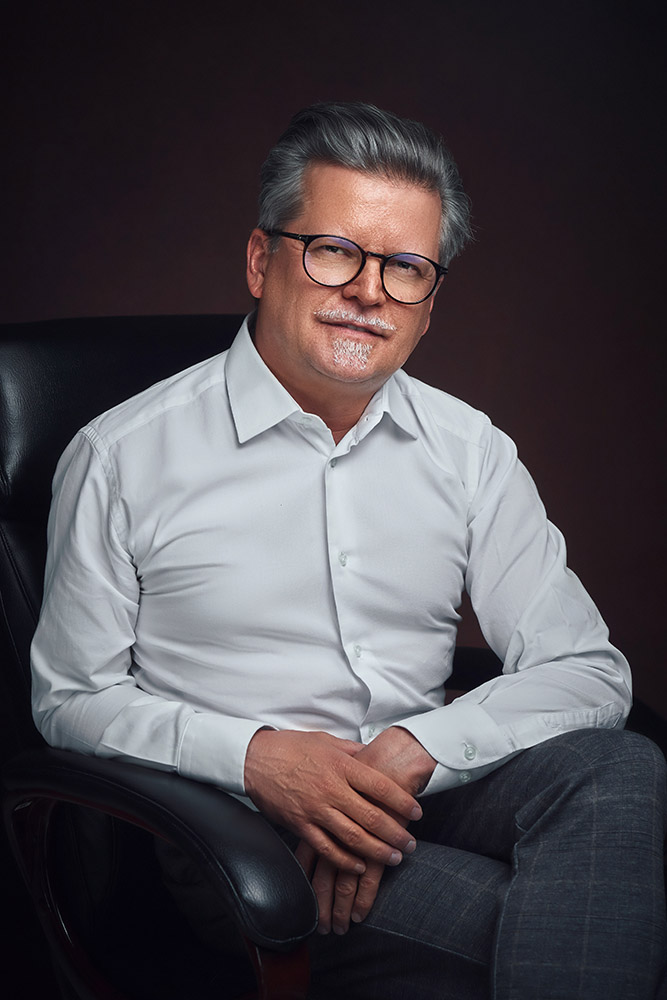
dr n. med. Adam Kwieciński

Adam Rajmund Kwieciński (ur. 13 lutego 1967 w Rybniku) – lekarz, neurobiolog, farmakolog, biolog medyczny, doktor nauk medycznych. Specjalizuje się w neurobiologii (głównie w zakresie nieoperacyjnych metod leczenia bólu kręgosłupa, stawów i mięśni, powstałych m.in. wskutek reumatoidalnego zapalenia stawów, chorób czy urazów mechanicznych). Zajmuje się także immunobiologią nowotworów i boreliozy, stosując alternatywne metody wobec antybiotykoterapii (immunoterapia biologiczna).

## Wykształcenie i kariera zawodowa
Absolwent Śląskiej Akademii Medycznej w Katowicach (obecnie: Śląski Uniwersytet Medyczny w Katowicach). W 2004 roku uzyskał stopień doktora nauk medycznych na Wydziale Lekarskim w Zabrzu, podejmując w dysertacji temat: „Wpływ selenu stosowanego w okresie prenatalnym na aktywność ośrodkowego układu nerwowego (dopaminowego)”.
Za pośrednictwem prof. dr. med. Josefa Schmida (Uniwersytet Wiedeński) zgłębił wiedzę na temat termografii medycznej, stając się prekursorem jej praktycznego wykorzystania w Polsce. Jej zastosowanie pozwala na ocenę układu kostno-stawowo-mięśniowego bez narażania pacjentów na szkodliwe promienie rentgenowskie, a także umożliwia wykrycie zmian chorobowych i obserwację postępów w ich leczeniu. Badanie przy pomocy termografii medycznej jest jedną z metod wykorzystywanych w OXETIC Medical System – Zintegrowanym Systemie Diagnostyki i Terapii Biologicznych, którego twórcą także jest dr n. med. Adam Kwieciński.

## Osiągnięcia

### Publikacje
Autor i współautor kilkunastu publikacji krajowych i zagranicznych z zakresu nauk medycznych, w szczególności w dziedzinie farmakologii: pełny wykaz publikacji jest dostępny w bazie Scopus oraz w serwisie naukowców Research Gate.
Jest autorem i współautorem książek oraz tomów zbiorowych na temat grzybów reishi, wydanych m.in. we współpracy z Uniwersytetem Przyrodniczym w Poznaniu:
- „Reishi – nadzieja współczesnej medycyny”[6] (najobszerniejsza publikacja dotycząca grzyba Reishi, jaka do tej pory została wydana w Polsce. Opisuje właściwości grzyba Ganoderma lucidum nazywanego również reishi lub lakownica lśniąca, historię jego zastosowań, biologię, wyniki badań prowadzonych na świecie i w Polsce.[7]), rok wydania: 2004.
- „Reishi. Ganoderma lucidum – właściwości lecznicze”[8], red. A Kwieciński, M. Siwulski, rok wydania: 2013.
- „Lakownica lśniąca Ganoderma lucidum – biologia, uprawa i właściwości lecznicze”[9], red. M. Siwulski, K. Sobieralski, rok wydania: 2011.

Redaktor naczelny „Lekarskiego Przeglądu Naukowego” (wyd. Kwieciński), „Magazynu Medycyny Rodzinnej i Ogólnej” (wyd. Kwieciński), „Medycyny Rodzinnej w Praktyce” (wyd. Kwieciński), „Monitora Lekarskiego” (wyd. Kwieciński), „Poradnika Farmaceuty” (wyd. Kwieciński); wydawca i redaktor wielu czasopism medycznych i farmaceutycznych (w tym indeksowanych), m.in. „Ortopedii info”, „Onkologii info”, „Pneumonologii info”, „Poradnika lekarza praktyka”, „Poradnika Stomatologii”.

### Działalność artystyczna
Producent fabularyzowanego filmu dokumentalnego „Kabaret Śmierci” (2014) nagrodzonego Złotym Medalem na 58. New York Festivals World’s Best Tv & Films 2015 (kategoria: film dokumentalny) oraz nagrodą Prix Italia 2015 na festiwalu programów telewizyjnych w Turynie (kategoria: dokument artystyczny).